# マジカライド
『マジカライド』は、すたじお緑茶より2008年7月4日に発売されたアダルトゲーム。
本作は、すたじお緑茶では『巫女さんファイター涼子ちゃん -巫女さん細腕繁盛記外伝-』以来となるアクション要素を取り入れている。

## ストーリー
現実とは別世界のニコニコ空間。それを支配する悪の魔法使いたち。主人公ロックは勇敢に挑むも、敵に呪いをかけられてしまう。驚愕したロックであったが、逆にそれを利用して逃亡する。
一方、現実世界のとある学校に通う少女如月巴弥は、今日も授業をサボって屋上に居座っていた。そんな時、突如上空から奇妙な姿をしたぬいぐるみが落ちてきた。このぬいぐるみこそ、ロックが呪いによって変えられた姿であった。さらに力を使えないロックを追って敵が現れ、巴弥の友人たちを狙う。その時、ロックは巴弥に魔法使いの素質があると確信。彼女を魔法少女に変身させた。

## 登場人物
ロック・アルウェン
声 - 梅小路ピンポン
本作品の主人公。自称「世界最高の魔法使い」。敵の呪いによってラビトンとなったが、本来の人格は真面目で冷静な好青年。
ラビトン
ロックが魔法をかけられた姿。命名は巴弥。直立するブタにウサギの耳が生えている。この状態だと、本来の性格と打って変わって、理性で抑えず性癖をむき出しにした言動をしてしまう。そのため口が災いして、巴弥に突っ込まれるのもしばしば。力は制限されているが、通信や自己の浮遊などある程度の魔法は使える。実は特定の条件下でロックに戻れるが、その条件とは極度の性的興奮を持ってから、射精などでそれが収まるまでの間である。
如月 巴弥（きさらぎ はや）
声 - 安玖深音
もう1人の主人公にしてメインヒロイン。文武ともに優秀だが、怠慢で不真面目な性格のため、月経と偽ってよく授業をサボる。口癖は「面倒」、「うざい」など。また恋愛にも興味なく、日に日に彼女にフラれた男子生徒数が増大している。私生活もがさつで、部屋着はジャージ。しかし部屋にはぬいぐるみが並んでいる女の子らしい一面も。自宅は高級マンション上層部。
ロック（ラビトン）と出逢ったことにより、魔法少女としてニコニコ空間の支配者と戦う使命を背負うことになる。
葛原 亜里砂（くずはら ありさ）
声 - 青山ゆかり
敵の諜報員。ボンデージのようなコスチュームをしている。一人称は「リサ様」。見た目はナイスバディだが、ドジで言動が子どもっぽい（幸司曰く「おっぱい小学生」）。お馬鹿キャラであり、巴弥も彼女の行動に関心と呆気、さらには同情を向けることもある。悪の組織に憧れており、特にコスチューム（曰く「一張羅」）の思い入れは強い。ニコニコ獣とは友達感覚でいる。また、巴弥に負けるたびに姉妹からおしおきを受ける。
カナデ・ラスォート
声 - 五行なずな
ある日巴弥のクラスに転校してきた少女。感情の起伏が乏しく、口数が少ないが、好奇心旺盛。しかし容量が悪く、ドジを起こすため、見ていられない巴弥が世話を焼いている。そのため巴弥を慕うが、その度合いは少々異常。好物はチョコパン、クリームパン。
コトナ
声 - 松田理沙
ロックの弟子。ロックが逃亡する際、彼が魔法で現実世界に逃がした。しかし飛ばされた場所が日本から離れた（且つ危険な）所だったので、合流するのに時間がかかった。得意魔法は杖をフルスイングしての打撃攻撃（つまりバカ力）。そのパワーを持つためか食欲旺盛でロックに「食欲魔神」と称されている。
美里
声 - 井村屋ほのか
巴弥の身の回りを世話をするメイド。とても優しい性格で、ロックの存在と巴弥の現状を知っている。しかし可愛い物好きのため、何かとラビトンに着せ替えをする悪癖がある。
香織
声 - みる　
巴弥のクラスメイト。一人称はボク。クラスとなじめず孤立する巴弥の、数少ない理解者。
幸司
声 - 芦久比剥巳
巴弥のクラスメイトの男子。ロック同様性的な発言をするなど、前作で同じ声優が演じた高砂恭治に似ている。
アンダンテ
声 - 北都南　　　
敵の姉妹の長女。グラマーな女性で、何かと妹たちの失態に文句を言う。しかし、逆に自分のことを指摘されると逆上して棚に上げる。
カンタービレ
声 - 海原エレナ
敵の姉妹の次女。冷静沈着で頭脳派だが、空気を読めない。そのため姉に余計なことを言って怒らせてしまう。なお、彼女が担当するエリアは「KY71」（=空気読めない）。
ヴァージナル
声 - 木村あやか　　　
敵の姉妹の三女。小悪魔的な性格で、時折姉2人を見下した態度を取る。しかし年相応の寂しがりやで、姉のことを大事にしている一面もある。
 ???
ロックにラビトンになる呪いをかけた人物。
ヴィクター・アインザック
声 - どてら4号
本作の黒幕。姉妹の父親として彼女らに指示を出すが、マッドサイエンティストのような人格破壊者。彼がニコニコ空間を支配した動機は、とても悲しいものであり、巴弥自身も絡んでいた。

## 用語
ニコニコ空間
虚数空間から創造された異世界。他の様々な世界へと繋がっている。中は無数のエリアに分かれており、各エリアを管理しているものが存在する。それを倒せばエリアの所有権を奪うことができる。
ニコニコ門
ニコニコ空間に出入りしたり、ニコニコ空間内で別エリアに移動したりするためのゲート。門の表面に付いているニコニコマークがニコニコ空間の名前の由来。体験版では「出前」として登場。
ニコニコ獣
ニコニコ空間にいるモンスター。愛くるしいものから不気味な外見など、種類は様々。魔法使いの素質がある人間でなければ視認できない。

## ゲーム世界観
作中はシナリオのアドベンチャーパート、攻略のアクションパートに分かれている。アクションパートでは不思議なニコニコ空間を攻略する。攻略方法は何処かにある扉を通って次のエリアへ進むこと。最終エリアにはボスがいる。一部のステージは扉が複数あり、その後のルートに変化がある。各エリアの制限時間は10分で、それが経過するとそのエリアは最初からやり直しとなる（ギブアップを選択すると強制的にやり直しできる）。ゲームオーバーは無い。
ステージ攻略には以下の魔法を駆使する。
スリープ
杖から一定時間敵を眠らせる魔法を放つ。ただし下手に使うと、眠った敵が通路を塞ぐなどして目覚めるまで時間がロスする場合もある。
グラプス
スリープで眠った敵、もしくはアイテムを持ち上げる。任意の場所に置き直して踏み台に使えるほか、ジャンプの後に下に投げる反動でさらにジャンプできる（マジカルジャンプ）。
また、以下のアイテムを攻略に利用することもある。さらにエリアによってはにはワープゲート（小さな扉）があり、そこを開閉してアイテムや敵を召喚できる。ゲートからは規定数（たいてい一匹、一個）出現し、それが消滅すると次の別個体が召喚される。

### 魔法の素
攻略に用いる宝石の形状をしたアイテムで、グラプス中に使用する。一度使うと消滅する消耗品。そのため、使用する場面を誤るとクリア不能になり、やり直しを強いられる場合がある。
スライドウォーター
水魔法の素。発動した位置から激流を発生させ、あらゆる物を流していく。主に狭い通路に隠れているアイテムや敵を押し出すのに用いる。
フラワーストーム
花魔法の素。発動すると花畑ができ、広範囲の敵全てをスリープよりも長時間眠らせる。
マジカルレインボー
虹魔法の素。発動すると背景に虹がかかり、それが存在している間通常よりも高くジャンプができる。
ストームライド
風魔法の素。発動すると、その位置を先端にするように、竜巻が一定時間発生する。竜巻に乗って上昇する事が可能。
サンダークラウド
雷魔法の素。発動すると雷雲が発生し、一定の高さのまま巴弥を追跡する。一定間隔で巴弥に落雷を落として攻撃してくるが、この雷で床を破壊する事ができる。
ブロッククリエイション
ブロック魔法の素。発動した位置にブロックを生成して足場にできる。

### その他のアイテム
爆弾
ワープゲートで無限に召喚される事が多い。持ち上げるとカウントダウンが始まり、0になると爆発する。
ミサイル
爆弾同様の手順でカウントダウンをし、0になると上空に発射される。
食べ物
所謂回復アイテム。リンゴ、ポテトチップス、ジュース（缶）などが存在する。

## スタッフ
- 原画：REI
- シナリオ：氷雨こうじ

## 主題歌
オープニング「magicaride」
作詞：八木沼悟志・山下慎一郎、作曲・編曲：八木沼悟志
歌：fripSide
ボーカルを変えながら2度リメイクされており、1度目は2番に歌詞を追加、2度目はその追加部分を変更している。
挿入歌「誇り高き勇者」
作詞：Riryka、作曲・編曲：BAL（Angel Note）
歌：Riryka
ゲーム中は複数のエピソードで構成されており、オープニングテーマは毎回序盤で使用される。また、各エピソードの終盤に次回予告があったり、アバンでこれまでのあらすじを説明するなど、アニメを意識した雰囲気になっている。